# Alyxia longiloba
Alyxia longiloba är en oleanderväxtart som beskrevs av D. J. Middleton. Alyxia longiloba ingår i släktet Alyxia och familjen oleanderväxter. Inga underarter finns listade i Catalogue of Life.